# Lao Airlines

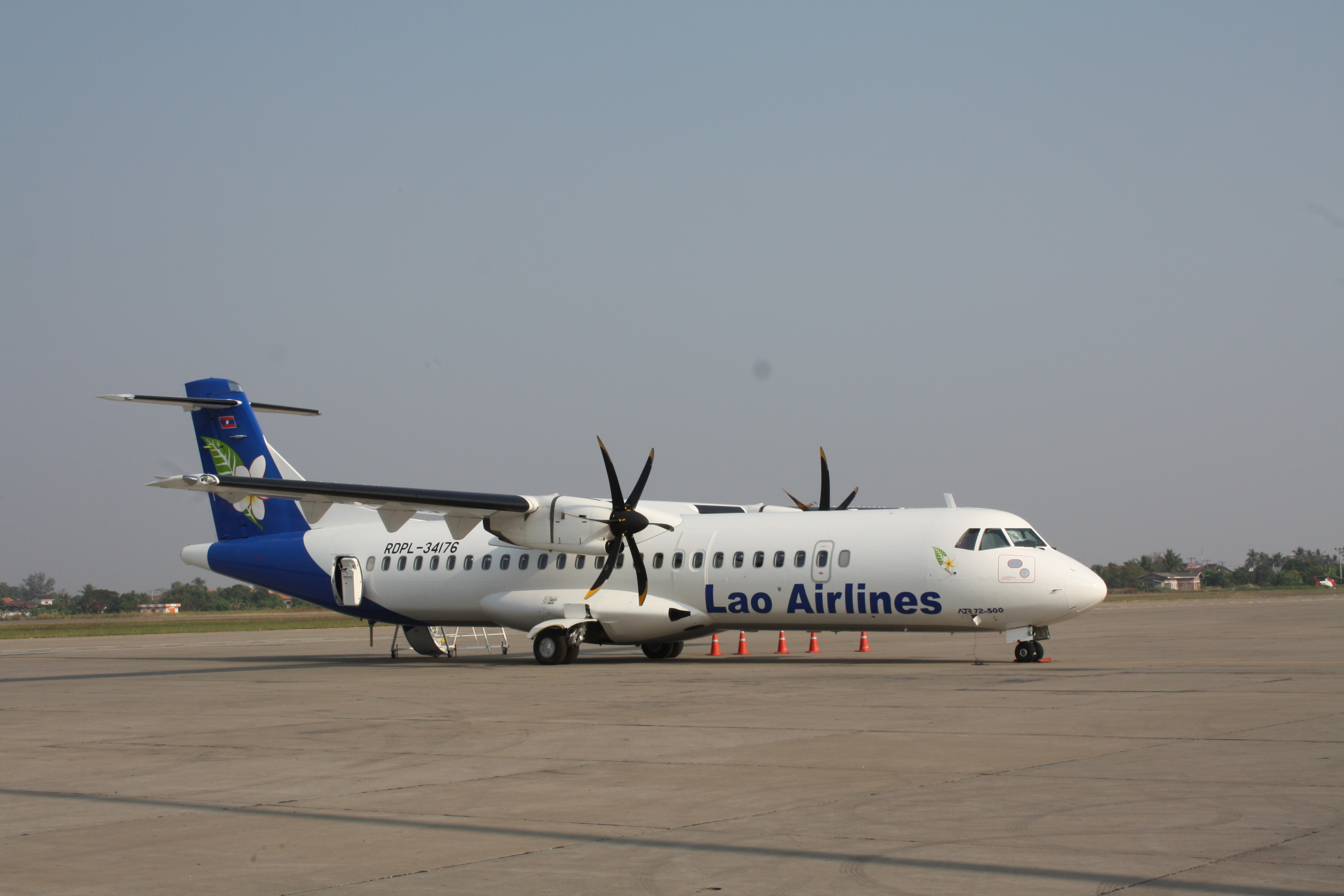
Lao Airlines ATR72-500 w Wientianie

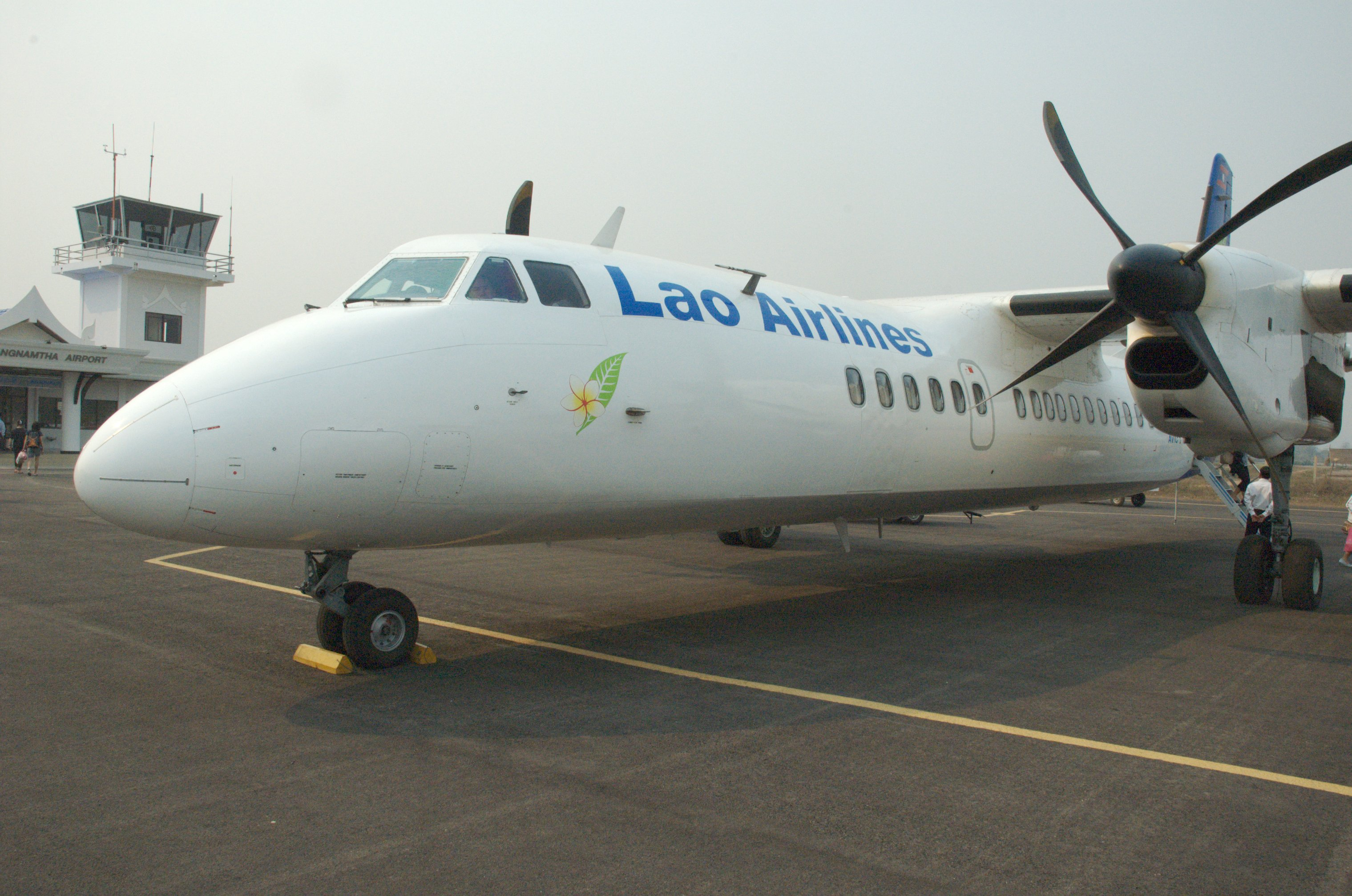
Lao Airlines Xi’an MA60 (RPDL-34168)

Lao Airlines (lao. ການບິນລາວ) – laotańskie narodowe linie lotnicze z siedzibą w Wientian. Obsługują połączenia w rejonie Azji Południowo-Wschodniej. Głównym hubem jest Wattay International Airport.
Agencja ratingowa Skytrax przyznała liniom trzy gwiazdki.

## Porty docelowe
- Chiny
  - Kunming - Port lotniczy Kunming-Wujiaba
  - Guangzhou - Port lotniczy Guangzhou
  - Jinghong - Port lotniczy Xishuangbanna Gasa
- Kambodża
  - Phnom Penh - Port lotniczy Phnom Penh
  - Siem Reap - Port lotniczy Angkor
- Laos
  - Ban Houayxay - Port lotniczy Ban Huoeisay
  - Louang Namtha - Port lotniczy Louang Namtha
  - Luang Prabang - Port lotniczy Luang Prabang - Hub
  - Prowincja Oudômxai - Port lotniczy Oudomsay
  - Pakxe - Port lotniczy Pakxe
  - Savannakhet - Port lotniczy Savannakhet
  - Wientian - Port lotniczy Wientian-Wattay - Hub
  - Xieng Khouang - Port lotniczy Xieng Khouang
- Singapur
  - Singapur - Port lotniczy Singapur-Changi
- Tajlandia
  - Bangkok - Port lotniczy Bangkok-Suvarnabhumi
  - Chiang Mai - Port lotniczy Chiang Mai
- Wietnam
  - Hanoi - Port lotniczy Nội Bài w Hanoi
  - Ho Chi Minh - Port lotniczy Tân Sơn Nhất w Ho Chi Minh

## Linie partnerskie
- Bangkok Airways
- Vietnam Airlines

## Flota
W lipcu 2011 średni wiek samolotów wynosił 2 lata.
- 1 Airbus A319 (dostawy w 2011)
- 2 Airbus A320-200 (pierwotnie zbudowane dla Afriqiyah Airways, dostawy w 2011)[2]
- 2 COMAC ARJ21-700 (zamówione)
- 4 ATR 72-500
- 4 Xi’an MA60

### Wykorzystywane w przeszłości
- 2 Harbin Y-12